# جنيس (تصنيف)
الجُنَيس جنيس: Subgenus.
 (ج: جنيسات (باللاتينية: Subgenus)) مرتبة تصنيفية غير رئيسية (لا تستعمل دائما) في علم التصنيف، تقع تحت مرتبة الجنس وفوق مرتبة النوع.